# Piotruś Pan: Wielki powrót
Piotruś Pan: Wielki powrót lub Piotruś Pan: Powrót do Nibylandii (ang. Peter Pan: Return to Neverland, 2002) – amerykańsko-australijsko-kanadyjski film animowany, będący kontynuacją filmu Piotruś Pan z 1953 roku.
Bohaterką filmu jest córka Wandy – Jane, którą porwał Kapitan Hak, a jedynym jej wybawcą jest Piotruś Pan.
Premiera filmu w Polsce w kinach odbyła się 12 kwietnia 2002 roku z dystrybutorem Syrena Entertainment Group.
Film wydany na kasetach wideo i płytach DVD z firmą Imperial Entertainment. Film wydany na DVD z dystrybucją CDP.pl, na Blu-Ray z dystrybutorem Galapagos Films. Film wyemitowany w telewizji na kanałach: Telewizja Polsat, Puls 2, dawniej wyemitowany w Telewizyjnej Jedynce.

## Obsada
- Harriet Owen – Jane i Młoda Wendy Darling
- Blayne Weaver – Piotruś Pan
- Corey Burton – Kapitan Hook
- Jeff Bennett – Smee i Piraci
- Kath Soucie – Starsza Wendy Darling
- Andrew McDonough – Danny
- Roger Rees – Edward
- Spencer Breslin – Cubby
- Bradley Pierce – Nibs
- Quinn Beswick – Slightly
- Aaron Spann – Twins

## Wersja polska
Opracowanie i udźwiękowienie wersji polskiej: Studio Sonica
Reżyseria: Jerzy Dominik
Tekst: Joanna Serafińska
Dźwięk i montaż: Zdzisław Zieliński
Organizacja produkcji: Elżbieta Kręciejewska
Opieka artystyczna: Magdalena Snopek
Teksty piosenek: Marek Robaczewski
Kierownictwo muzyczne: Marek Klimczuk
Produkcja polskiej wersji językowej: Disney Character Voices International, Inc.
W wersji polskiej wystąpili:
- Piotr Deszkiewicz – Piotruś Pan
- Zuzanna Madejska – Jane
- Iga Ławrynowicz – Danny
- Małgorzata Foremniak – Wendy
- Joanna Jabłczyńska – Mała Wendy
- Dariusz Odija – Edward
- Andrzej Blumenfeld – Kapitan Hak
- Jacek Jarosz – Swądek
- Aleksander Gręziak – Szczawik
- Filip Dominik – Nygus
- Krzysztof Królak – Bliźniak 1
- Jan Paszkowski – Bliźniak 2
- Mateusz Maksiak – Fajtek
- Wojciech Duryasz – Narrator
- Anna Apostolakis
- Mieczysław Morański
- Wojciech Paszkowski
- Andrzej Gawroński
- Mariusz Leszczyński

Wykonanie piosenek:
„Jedna z dwóch jasnych gwiazd” Katarzyna Łaska,
„Dziś wiem” Katarzyna Łaska,
„Przyśpiewka Swądka” Jacek Jarosz,
„To bawi nas przez cały czas” Piotr Deszkiewicz, Janusz Tołopiło, Piotr Wolniak, Dominik Cierpikowski, Julian Konecki

## Ścieżka dźwiękowa
„Do You Believe in Magic?”
- Muzyka i słowa: John Sebastian
- Wykonanie: BBMak
- Producent: Stephen Lipson

„Second Star to the Right”
- Muzyka i słowa: Sammy Fain i Sammy Cahn
- Wykonanie: Jonatha Brooke
- Aranżacja: Randy Petersen i Tim Heintz

„I’ll Try”
- Muzyka i słowa: Jonatha Brooke
- Wykonanie: Jonatha Brooke
- Produkcja: Stewart Levine

„Here We Go Another Plan”
- Muzyka i słowa: Randy Rogel
- Wykonanie: Jeff Bennett

„So To Be One of Us”
- Muzyka i słowa: They Might Be Giants
- Aranżacja: Martin Erskine
- Chór: Jonnie Hall, D.J. Harper, Nils Montan, Bobbi Page, Wallace Wingert, Lauren Wood